# Меморіал Олександра Щанова
Меморіал Олександра Щанова — щорічний зимовий турнір з футболу, заснований на честь українського футболіста та тренера Олександра Щанова. Проводиться з 2010 року під егідою Київської обласної федерації футболу.

## Основні положення
Вперше турнір було проведено влітку 2010 року — наступного року після смерті українського тренера та футболіста Олександра Щанова. У 2011 році змагання не проводилися, а починаючи з 2012 стали традиційним зимовим турніром під егідою Київської обласної федерації футболу. Усі фінальні матчі, окрім дебютного сезону, проходили на манежах НТБ «Динамо» у Конча-Заспі.
Кількість команд жорстко не регламентована і варіюється з року в рік.
Цікаво, що основний час усіх фінальних матчів протягом 2012—2015 років неодмінно закінчувався з рахунком 1:1, а переможець визначався у серії післяматчевих пенальті.

## Результати за роками
| Роки | Дата та місце проведення                  | Переможець              | Рахунок              | Фіналіст                 | Найкращий гравець                         |
| ---- | ----------------------------------------- | ----------------------- | -------------------- | ------------------------ | ----------------------------------------- |
| 2010 | 11 липня 2010 Стадіон «Борекс», Бородянка | ФК «Буча»               | 2 — 1                | «Ліга» (Вишневе)         |                                           |
| 2011 | Турнір не проводився                      | Турнір не проводився    | Турнір не проводився | Турнір не проводився     | Турнір не проводився                      |
| 2012 | 25 лютого 2012 НТБ «Динамо», Конча-Заспа  | ФК «Путрівка»           | 1 — 1 п.п. 6 — 5     | «Колос» (Ковалівка)      |                                           |
| 2013 | 26 лютого 2013 НТБ «Динамо», Конча-Заспа  | «Локомотив» (Київ)      | 1 — 1 п.п. 10 — 9    | «Колос» (Ковалівка)      | Денис Маринчук «Локомотив» (Київ)         |
| 2014 | 28 лютого 2014 НТБ «Динамо», Конча-Заспа  | «Оболонь-Бровар» (Київ) | 1 — 1 п.п. 5 — 4     | «Ретро» (Ватутіне)       | Андрій Корнєв «Оболонь-Бровар» (Київ)     |
| 2015 | 26 лютого 2015 НТБ «Динамо», Конча-Заспа  | «Діназ» (Вишгород)      | 1 — 1 п.п. 6 — 5     | «Чайка» (П. Борщагівка)  | Володимир Бондаренко «Діназ» (Вишгород)   |
| 2016 | 28 лютого 2016 Стадіон «Діназ», Лютіж     | «Джуніорс» (Шпитьки)    | 2 — 1                | «Сталь-U19» (Кам'янське) | Анатолій Ульянов «Сталь-U19» (Кам'янське) |
| 2017 | 26 лютого 2017 Стадіон «Діназ», Лютіж     | «Діназ» (Вишгород)      | 0 — 0 п.п. 4 — 3     | ФК «Бровари»             | Ігор Кострома ФК «Бровари»                |